# Nyári hérics
A nyári hérics (Adonis aestivalis) Európában, Észak-Afrikában és Nyugat-Ázsiában elterjedt, a boglárkafélékhez tartozó szántóföldi gyomnövény.

## Egyéb elnevezései
Kakasvirág, parlagi rózsa, tyúkvakító. 

## Megjelenése
A nyári hérics egyéves, lágyszárú, 30–50 cm magas növény. Vaskos szára felálló, egyenes vagy elágazó, virágban végződő. Levelei sűrűn, váltakozó állásban helyezkednek el, kétszer-háromszor szárnyaltak, az egyes szeletek 1 mm-nél keskenyebbek, szélük ép, végük kihegyesedő. Sziklevelei nagyok, hosszuk eléri a 3 cm-t, hegyesen lándzsásak, élénkzöldek.
Május-júliusban virágzik. Nagy, skarlátvörös-sárgásvörös virágai a szárvégeken egyesével ülnek. 6-8 sziromlevele fordított tojásdad alakú, lekerekített csúcsú, belső oldalának tövénél sötét (többnyire fekete vagy ritkábban citromsárga) folt látható. Ismert sárga szirmú változata is. Öt csészelevele kopasz (ellentétben a hasonló lángszínű hériccsel), zöldek vagy sárgásak. A porzók kékes ibolyaszínűek.
Termése hosszú csövű, hengeres, benne 35-45 részterméske helyezkedik el. Aszmagtermése kúposan tojásdad, zöldes árnyalatú sárgásbarna színű, érdes, csúcsán felfelé görbülő csőrszerű nyúlvánnyal.

## Elterjedése és termőhelye
Észak-Európa kivételével egész Európában, valamint Észak-Afrikában, Kis- és Közép-Ázsiában egészen a Himalája északnyugati részéig honos. Észak-Amerikába dísznövényként vitték be, ahol aztán kivadult. Magyarországon a Nyugat-Dunántúl és a Nyírség kivételével mindenütt gyakran előfordul. A Mátrában megtalálhatóak állományai.
Elsősorban kalászosok szántóföldjein, azok szélén vagy tarlókon fordul elő gyomnövényként. Kedveli a mészben gazdag agyagos vagy vályogtalajokat.
Száma az utóbbi időben megfogyatkozott.

## Jelentősége
Gyomnövény, de nem okoz jelentős károkat. Enyhén mérgező, a szívműködésre ható glükozidokat tartalmaz. A lovak számára toxikus. A népi gyógyászatban összetört magvait, virágait borban áztatva vese- és májbaj ellen isszák, de hatása nem erős. 

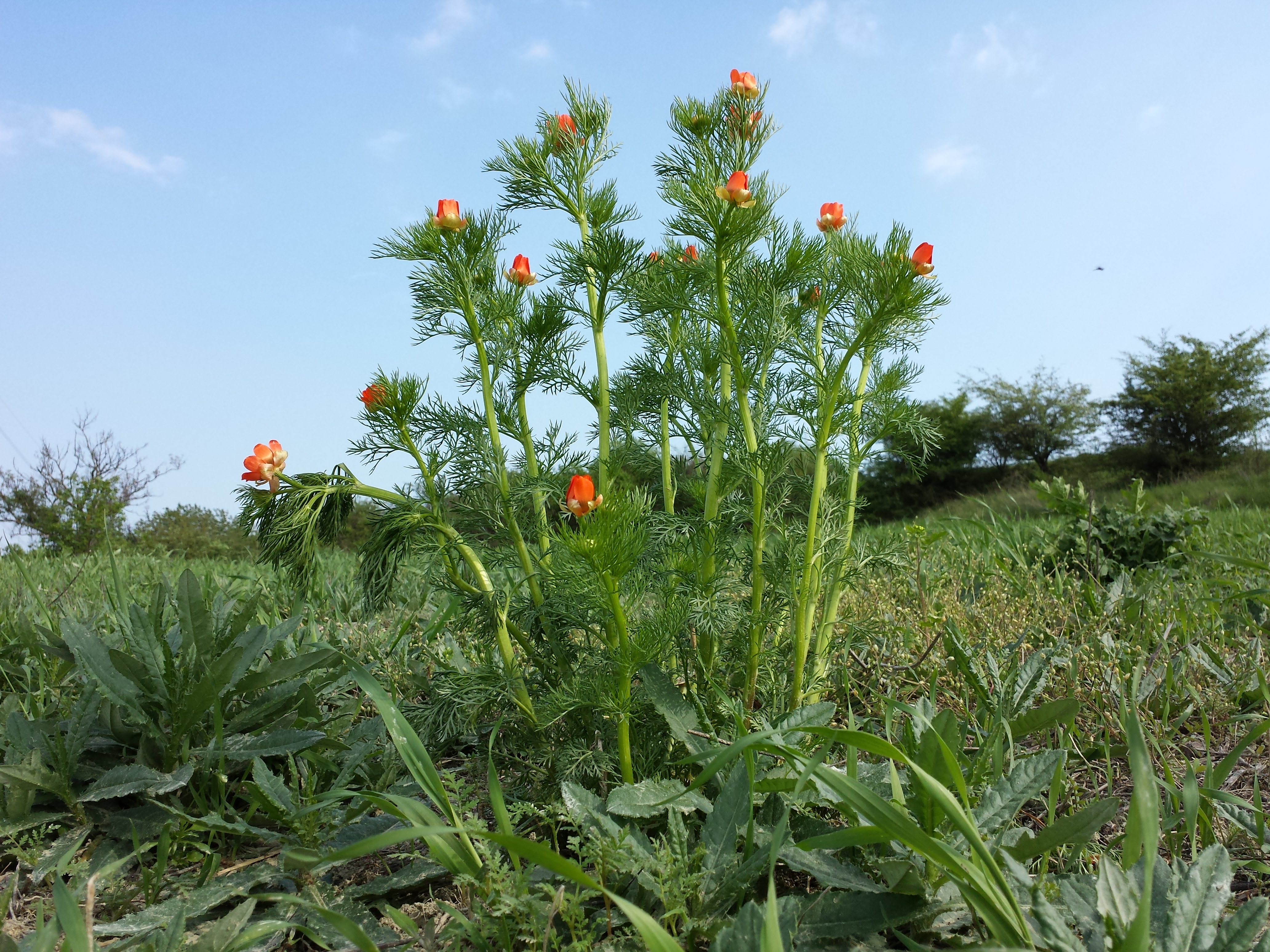
Kifejlett nyári hérics
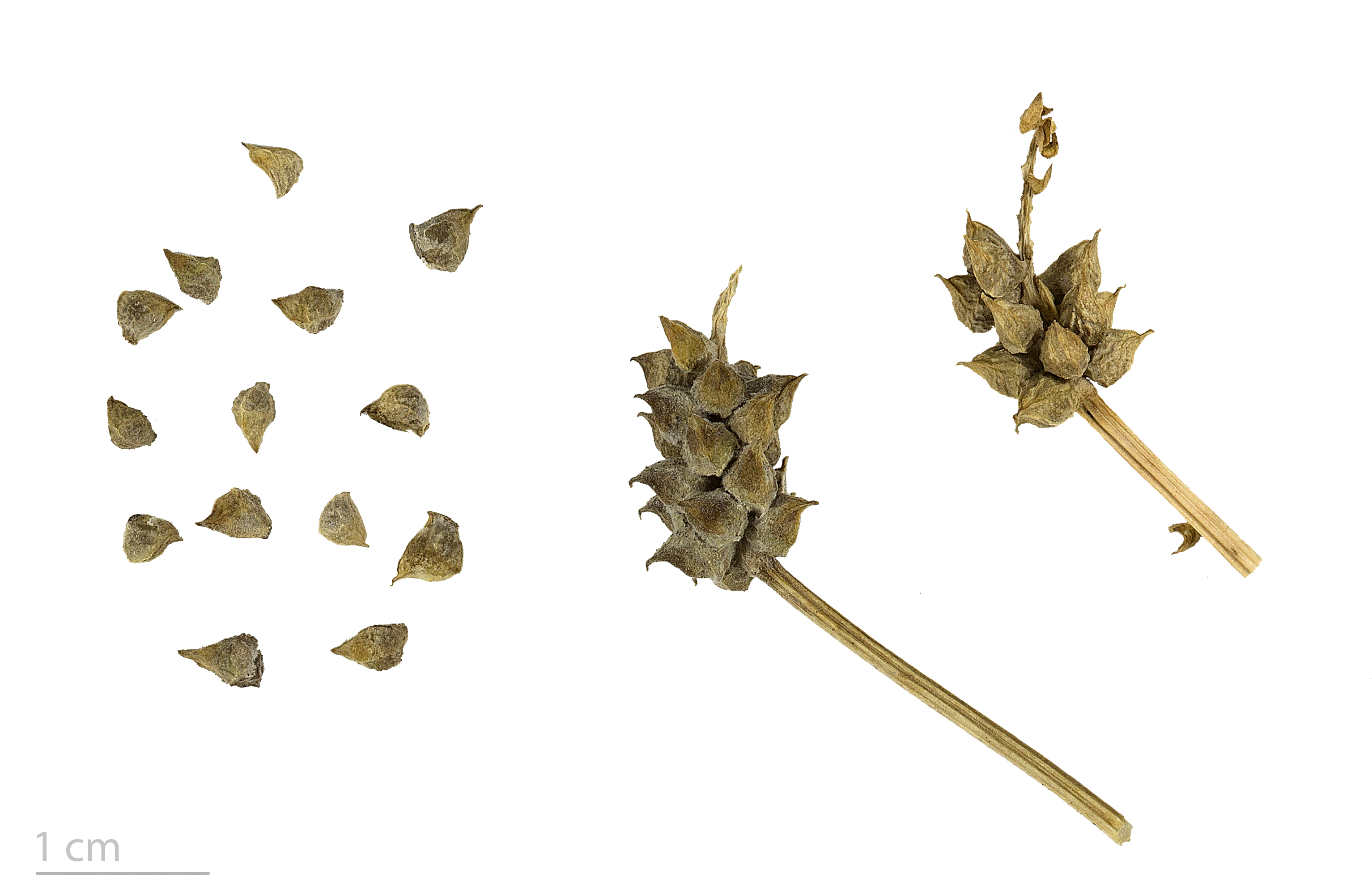
Termése, magvai
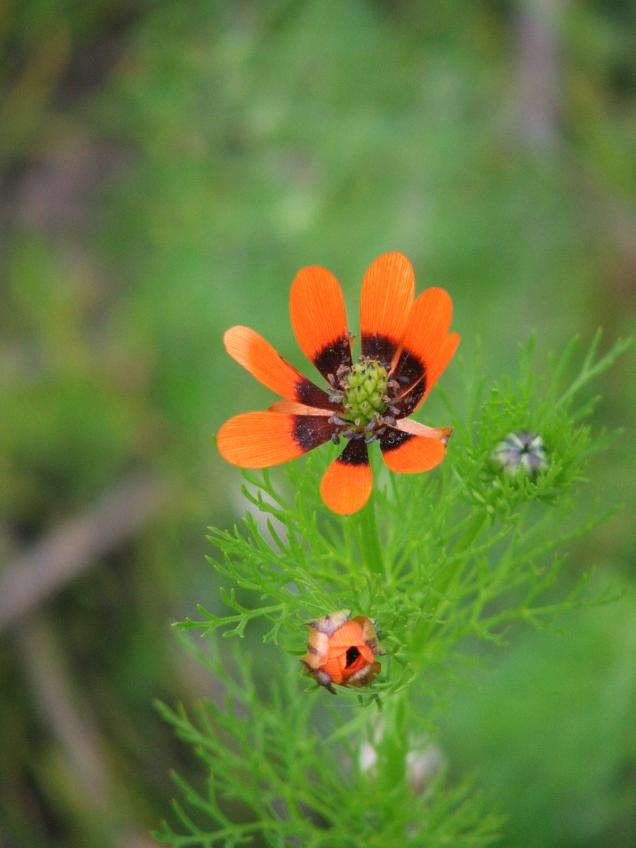
Virága
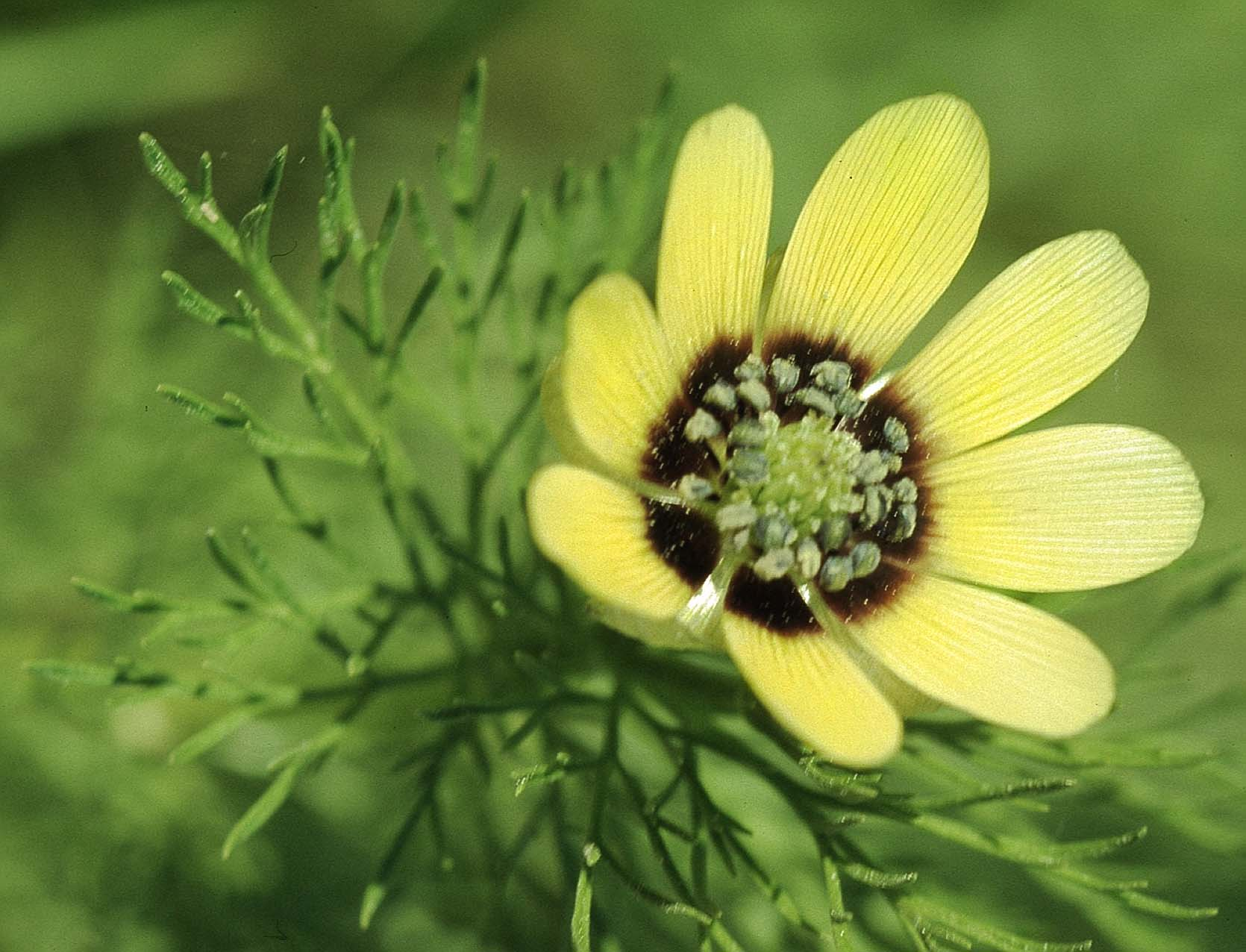
Sárga változata (A. aestivalis var. citrinus)